# Tippi Hedren
Nathalie Kay „Tippi“ Hedren (* 19. ledna 1930 New Ulm, Minnesota, USA) je americká herečka a modelka. Známá je z filmů Ptáci (1963) a Marnie (1964), které režíroval Alfred Hitchcock. Je matkou herečky Melanie Griffith.

## Životopis
Tippi Hedren se narodila jako Nathalie Kay Hedrenová 19. ledna 1930 v New Ulm v Minnesotě. Její prarodiče byli švédští přistěhovalci, zatímco její matka byla německého a norského původu. Její otec provozoval malý obchod v Lafayette v Minnesotě a dal jí přezdívku „Tippi“. Má starší sestru, Patricii.

### Kariéra

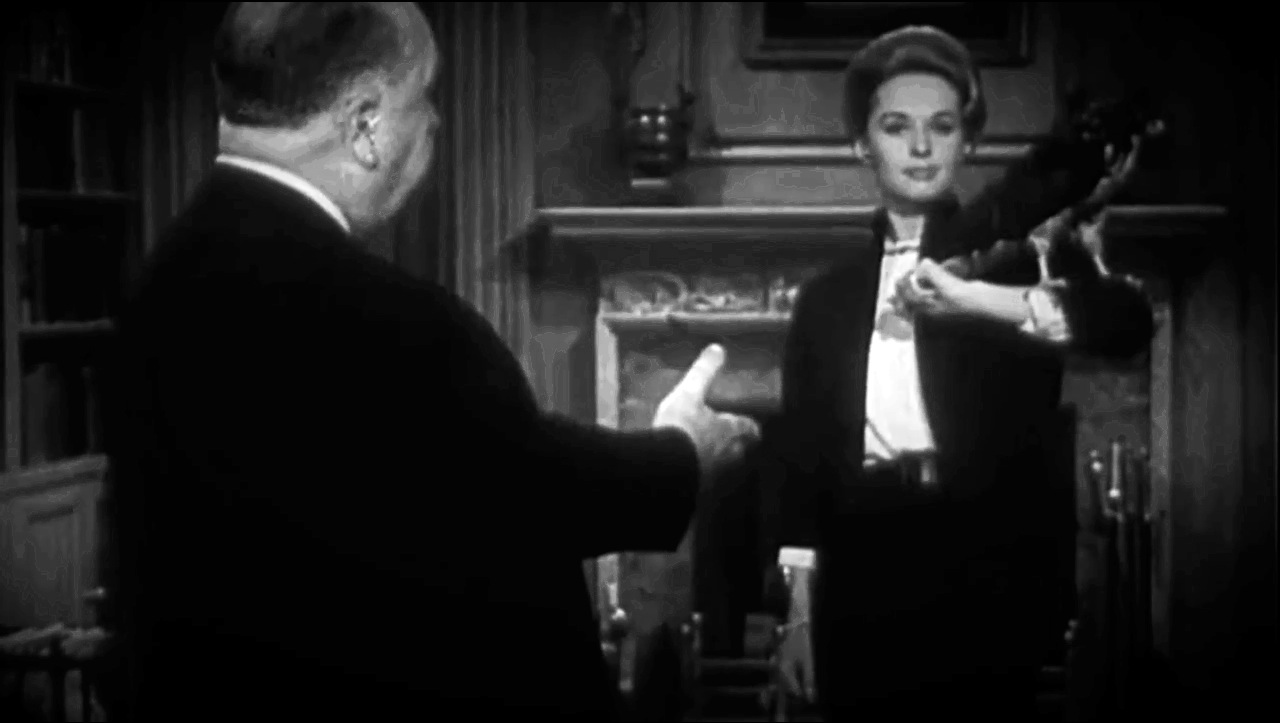
Hedrenová během natáčení filmu Ptáci z roku 1963. Vlevo A. Hitchcock.

Od svých šestnácti let se věnovala aktivně modelingu. V roce 1961 ji kontaktoval jeden z agentů Alfreda Hitchcocka, který ji chtěl obsadit do hlavní role ve filmu Ptáci z roku 1963. Hitchcock se od té doby stal jejím učitelem dramatu a poskytl jí vzdělání ve filmové tvorbě. Jak sama později uvedla, díky Hitchcockovi se naučila za tři roky to, co ostatním trvá se naučit i patnáct let. Po zhlédnutí filmu měl její herecký výkon pozitivní hodnocení. V roce 1963 získala cenu Zlatý glóbus za novou hvězdu roku, společně s Elke Sommersovou a Ursulou Andressovou .
Hitchcock si Hedrenovou oblíbil a proto jí o rok později nabídl hlavní roli v thrilleru Marnie. Roli přijala, ale za svůj herecký výkon získala méně pozitivních ohlasů.
Postupem let se Hedrenová objevovala spíše v nízkorozpočtových televizních a filmových rolích. V roce 1982 hrála společně s hercem Lesliem Nielsenem ve filmu Foxfire Light. V roce 1990 hrála menší roli bohaté vdovy, na kterou měl zálusk Michael Keaton, ve filmu Pacific Heights.
V roce 2012 vyšel film The Girl, který mluvil o spolupráci Hitchcocka a Hedrenové, kterou ve filmu ztvárnila herečka Sienna Millerová. Hedrenová se k tomuto projektu vyjádřila, že měla smíšené pocity, když se dozvěděla, že se o ní bude natáčet film. Po zhlédnutí filmu se vyjádřila, že by nestačilo 90 minut na to, aby někdo se pokusil zobrazit spolupráci s Hitchcockem. Ve filmu byly znázorněny i Hitchcockovy sexuální narážky na Hedrenovou, které herečka Kim Novak popřela a uvedla, že nikdy neviděla, že by k nějaké herečce měl sexuální narážky.

### Osobní život

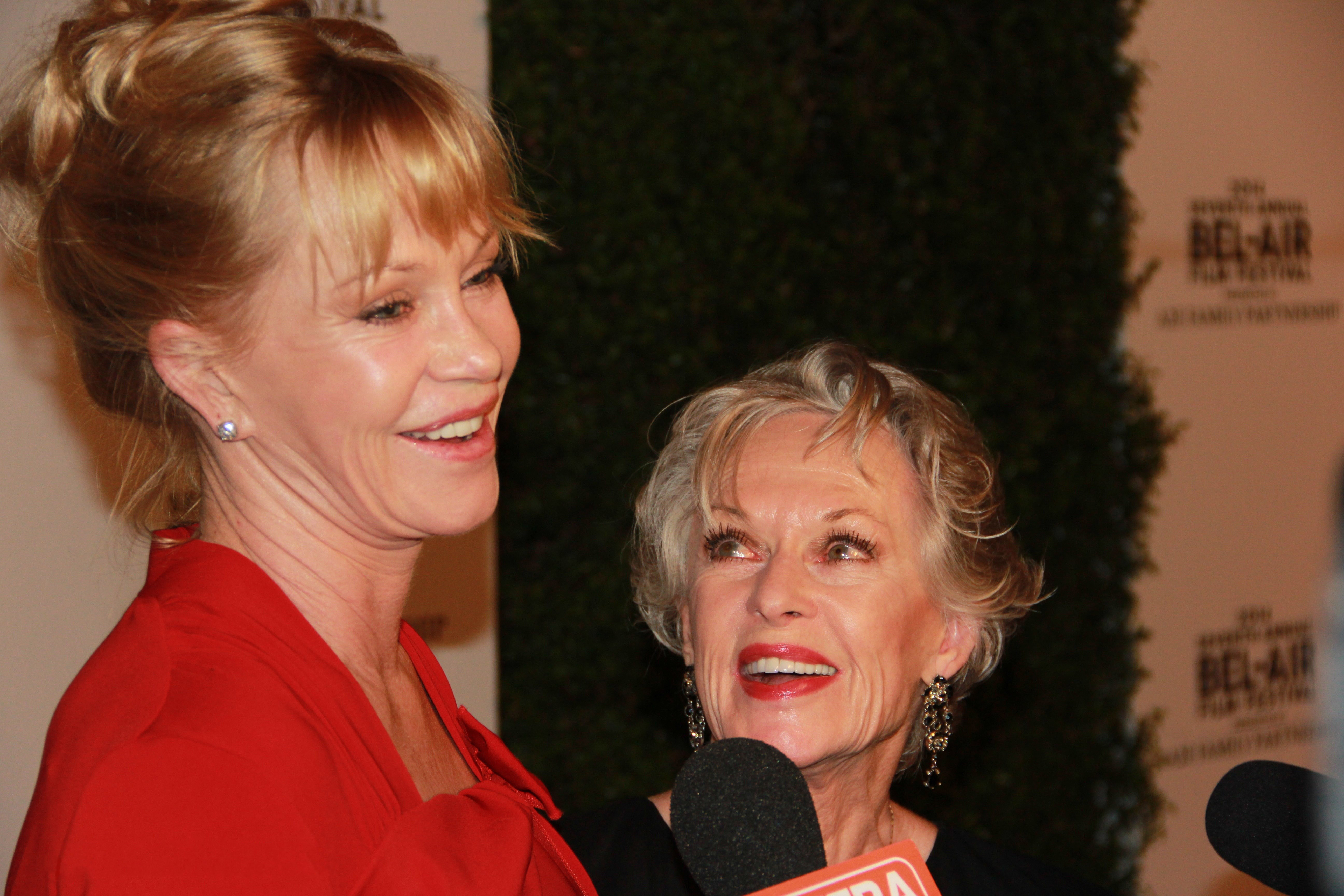
Tippi Hedren s dcerou Melanií Griffith na Bel Air Film Festival, v roce 2014.

V roce 1952 se Hedrenová provdala za Petera Griffitha, se kterým má dceru Melanii Griffithovou, která je také herečkou. V roce 1961 se rozvedli. O tři roky později se Hedrenová provdala podruhé, za Noela Marshalla, se kterým se v roce 1982 rozvedla. V roce 1985 se provdala potřetí, za Luise Barrenechea. Manželství jim vydrželo deset let.
Je také silnou aktivistkou za práva zvířat. Od roku 2002 vypomáhala na jedné z veterinární klinik. Také se stará o několik lvů a tygrů, přičemž jí také pomáhá vnučka Dakota Johnsonová.